# Provincia de Kexholm

Provincia de Kexholm (número 5) en Finlandia.

Kexholm (en sueco Kexholms län; en finlandés Käkisalmen lääni) fue una provincia de Suecia desde 1634 a 1721, cuando la mayor parte del mismo fue cedido a Rusia por el tratado de Nystad. La provincia se extendía desde las parroquias de Lieksa en el norte y desde Hyrsylä en el este. Al sur la provincia limitaba con la provincia de Víborg y Nyslott. En 1812 fue incorporado, como parte de la Vieja Finlandia, al Gran Ducado de Finlandia. Sin embargo, la mayor parte de las regiones del norte de la provincia permanecieron bajo control sueco hasta la Guerra Finlandesa (1808-1809). La capital de la provincia era la actual Priozersk (en finés, Käkisalmi).
- Datos: Q1108072